# Canton de Paimbœuf
Le canton de Paimbœuf est une ancienne circonscription électorale française, située dans le département de la Loire-Atlantique, en région Pays de la Loire.

## Histoire

### Conseillers généraux de 1833 à 2015
| Période    | Période           | Identité                                | Étiquette          | Qualité |
| ---------- | ----------------- | --------------------------------------- | ------------------ | --- |
| 1833       | 1833 (démission)  | Jean-Marie Julien Bessard (1766-1854)   |                    | Médecin, maire de Paimbœuf |
| 1833       | 1836              | Hyacinthe René Lagarde (1797-1869)      |                    | Juge au Tribunal civil de Paimbœuf |
| 1836       | 1847 (décès)      | Louis Augustin Gouin (1790-1847)        |                    | Notaire à Paimbœuf puis à Nantes |
| 1848       | 1871              | Constant Riou                           |                    | Propriétaire, docteur en médecine maire de Paimbœuf (1848-1870)                                                                          |
| 1871       | 1877              | Florent Gariou                          | Droite             | Maire de Paimbœuf (1870-1887) |
| 1877       | 1890              | Evariste Louis Marie Chiché (1835-1898) | Républicain        | Notaire |
| 1890       | 1893 (annulation) | Paul Bernard Carrère de Nabat           | Droite Monarchiste | Propriétaire à Saint-Brevin-les-Pins |
| 1893       | 1910              | Charles Le Roux-Dessaulx                | Droite             | Propriétaire à Nantes |
| 1910       | 1934              | Joseph Le Roux                          | Conservateur       | Propriétaire à Nantes Maire de Corsept (1904-1925)                                                                                       |
| 1934       | 1940              | Léon Paumier                            | URD                | Avocat à Paimbœuf Nommé conseiller départemental en 1943                                                                                 |
|            |                   |                                         |                    | |
| 1945       | 1952 (décès)      | Paul Hardy                              | PRL                | Propriétaire à Paimbœuf |
| 4 mai 1952 | 1972 (décès)      | Albert Chassagne                        | RI                 | Industriel - Maire de Paimbœuf (1959-1971)                                                                                               |
| 1972       | 1979              | Jean Chauvet                            | SE                 | Maire de Saint-Brevin-les-Pins |
| 1979       | 1998              | Raymond Kerverdo (1923-2015)            | RPR puis DVD       | Ancien commandant du Paquebot France Maire de Saint-Brevin-les-Pins (1977-1989)                                                          |
| 1998       | 2011              | Mme Yanick Lebeaupin                    | PS                 | Adjointe au maire du Pellerin (1983-1999) Conseillère municipale de Saint-Brevin-les-Pins (2001-2012) Vice-présidente du Conseil général |
| 2011       | 2015              | Yannick Haury                           | NC-UDI             | Pharmacien Maire de Saint-Brevin-les-Pins (2007-2017) Président de la Communauté de communes du Sud Estuaire                             |

### Conseillers d'arrondissement (de 1833 à 1940)
Le canton de Paimbœuf appartenait à l'arrondissement de Paimbœuf jusqu'à sa disparition en 1926.
| Période                                  | Période      | Identité                           | Étiquette       | Qualité |
| ---------------------------------------- | ------------ | ---------------------------------- | --------------- | --- |
| 1833                                     | 1836         | M. Guérin                          |                 | Propriétaire à Paimbœuf                                                                                     |
| 1836                                     | 1848         | Hyacinthe René Lagarde (1797-1869) |                 | Juge au Tribunal civil de Paimbœuf, conseiller général                                                      |
|                                          |              |                                    |                 | |
|                                          | 1897 (décès) | Victor Van der Stuys               |                 | Agent consulaire de Prusse à Paimbœuf                                                                       |
| 1897                                     | 1901         | Amable Gariou                      | Radical         | Négociant à Paimbœuf                                                                                        |
| 1901                                     | 1903 (décès) | M. Pion                            | Radical         | |
|                                          |              |                                    |                 | |
| 1913                                     | 1925         | Alexandre Delhomme                 |                 | Industriel, maire de Paimbœuf, Président du Conseil d'arrondissement                                        |
| 1925                                     | 1934         | Léon Paumier                       | URD             | Avocat et avoué à Paimbœuf                                                                                  |
| 1934                                     | 1940         | Joseph Ouisse                      | Union nationale | Maire de Corsept                                                                                            |
| 1940                                     |              |                                    |                 | Les conseils d'arrondissement ont été suspendus par la loi du 12 octobre 1940 et n'ont jamais été réactivés |
| Les données manquantes sont à compléter. |              |                                    |                 | |

## Composition
Les données présentées sont issues des études de l'Insee.
| Nom                   | Code Insee | Intercommunalité   | Superficie (km2) | Population (dernière pop. légale) | Densité (hab./km2) |
| --------------------- | ---------- | ------------------ | ---------------- | --------------------------------- | ------------------ |
| Paimbœuf (chef-lieu)  | 44116      | CC du Sud Estuaire | 2,00             | 3 254 (2014)                      | 1 627              |
| Corsept               | 44046      | CC du Sud Estuaire | 23,62            | 2 707 (2014)                      | 115                |
| Saint-Brevin-les-Pins | 44154      | CC du Sud Estuaire | 19,29            | 13 210 (2014)                     | 685                |

## Démographie
| 1962   | 1968   | 1975   | 1982   | 1990   | 1999   |
| ------ | ------ | ------ | ------ | ------ | ------ |
| 11 747 | 12 617 | 13 130 | 13 254 | 13 163 | 14 311 |

| 2006   | 2007   | 2008   | 2009   | 2010   | - |
| ------ | ------ | ------ | ------ | ------ | - |
| 17 290 | 17 710 | 18 070 | 18 010 | 18 196 | - |